# Mạnh Mỹ Kỳ
Mạnh Mỹ Kỳ (tiếng Trung: 孟美岐; bính âm: Mèng Měiqí, sinh ngày 15 tháng 10 năm 1998) là ca sĩ người Trung Quốc thuộc công ty quản lý Starship Entertainment và Yuehua Entertainment, thành viên nhóm nhạc Hàn - Trung Cosmic Girls. Năm 2018 cô cùng một thành viên khác trong nhóm là Ngô Tuyên Nghi tham gia chương trình Sáng Tạo 101 và giành được hạng 1 tại đêm chung kết diễn ra vào ngày 23/06/2018, chính thức trở thành Center nhóm nhạc dự án Hỏa Tiễn Thiếu Nữ 101 với thời gian hoạt động 2 năm.

## Sự Nghiệp

### 2015 - 2016: Debut với Comic Girls và nhóm nhỏNatural
Ngày 4/12/2015 Starship Entertainment và Yuehua Entertainment giới thiệu nhóm nhạc kết hợp Hàn - Trung gồm 12 thành viên Cosmic Girls.
Ngày 10/12/2015, Cosmic Girls được chia thành 4 nhóm nhỏ, Mạnh Mỹ Kỳ là thành viên nhóm nhỏ Natural
Cosmic Girls ra mắt chính thức với MV đầu tay "MoMoMo" vào ngày 25 tháng 2 năm 2016 sau đó, họ cho ra mắt ca khúc tiếp theo trong album WOULD YOU LIKE?, "Catch Me".
Mini album thứ hai của nhóm là THE SECRET đã chính thức ra mắt vào ngày 17 tháng 8. Cũng trong ngày này, vào 13 giờ (KST) nhóm đã tổ chức một media showcase và Yeonjung - thành viên mới cũng chính thức ra mắt cùng nhóm trong lần comeback này.
Ngày 14 tháng 12, Starship phát hành 2 hình ảnh teaser trên trang web chính thức của nhóm.
Ngày 18 tháng 12, Cosmic Girls công bố nhóm sẽ phát hành album tiếp theo From.WJSN và một video cho ca khúc chủ đề "I Wish" vào nửa đêm ngày 3 tháng 1 và tổ chức một showcase cùng ngày.

### 2017:From. WJSN, concert đầu tiênWould you like?vàHappy Moment
Ngày 4 tháng 1, nhóm phát hành mini album thứ 3 mang tên From.WJSN gồm 6 ca khúc, gồm một video âm nhạc cho ca khúc chủ đề "I Wish", video mang màu sắc tươi sáng lấy cảm hứng từ hình ảnh, cho thấy các thành viên đang có một chuyến phiêu lưu.
Cosmic Girls đã tổ chức buổi hòa nhạc đầu tiên của nhóm vào ngày 19 và 20 tháng 5 tại sảnh Blue Square Samsung Card ở Seoul.
Truyền thông tại Trung Quốc thông báo rằng nhóm sẽ trở lại vào ngày 7 tháng 6 với album phòng thu đầu tiên Happy Moment và ca khúc chủ đề "Happy" do "Black Eyed Pilseung" sáng tác.
Ngày 14 tháng 7, nhóm phát hành video âm nhạc cho đĩa đơn đầu tiên mang tên "Kiss Me".

### 2018 - Hiện tại: Sáng Tạo 101, debut Hỏa Tiễn Thiếu Nữ 101
Ngày 27 tháng 2, với tư cách thành viên Cosmic Girls phát hành mini album thứ tư của nhóm có tựa đề Dream Your Dream bao gồm 6 bài hát trong đó có đĩa đơn "Dreams Come True".
Ngày 23 tháng 4, Mạnh Mỹ Kỳ cùng với Ngô Tuyên Nghi trở về Trung Quốc tham gia chương trình Sáng Tạo 101 do Đằng Tấn (Tencent Video) sản xuất với tư cách Thực tập sinh đến từ Yuehua Entertainment. Đêm chung kết diễn ra vào ngày 23 tháng 6, Mạnh Mỹ Kỳ trở thành quán quân với 185,244,357 phiếu, chính thức trở thành Center nhóm nhạc dự án Hỏa Tiễn Thiếu Nữ 101 với thời gian hoạt động 2 năm.
Sóng gió "Hậu debut", mất Center
- 03/07: Starship thông báo Mạnh Mỹ Kỳ, Ngô Tuyên Nghi sẽ hoạt động song song (Hỏa Thiếu - WJSN).
- Đằng Tấn (Tencent) phủ nhận việc song song.
- 07/07 Yuehua dẫn người từ biệt thự - KTX của nhóm, thời điểm này còn kéo thêm 2 - 3 công ty của thành viên khác ép Đằng Tấn cho song song.
- Một vài hôm sau từng công ty trả người, thỏa thuận (tạm thời) thống nhất.
- 08/08 Đằng Tấn thông báo 10 ngày sau (18/08) tổ chức họp báo ra mắt EP debut (ban đầu là 11/07 nhưng vì sự cố trước đó nên hoãn).
- 09/08: Yuehua và Mavericks thông báo đơn phương hủy hợp đồng vì Đằng Tấn có hành vi vi phạm hợp đồng (không cho song song) cùng cáo buộc bóc lột, chèn ép nghệ sĩ,... Cùng ngày Đằng Tấn đăng thông báo không chấp nhận hủy hợp đồng, phủ nhận cáo buộc của Yuehua và Mavericks.
- 14/08: Đằng Tấn tiếp tục đăng thông báo, tuyên bố không giải ước, khẳng định độc quyền,.. Cùng ngày Mạnh Mỹ Kỳ, Ngô Tuyên Nghi, Tử Ninh đồng thời update weibo (Mạng xã hội phổ biến Trung Quốc) như lời thông báo về sự rời đi của mình.
- 15/08: Đằng Tấn tuyên bố khởi kiện Yuehua và Mavericks cùng 3 bạn nghệ sĩ trên.
- 17/08: Đằng Tấn, Yuehua, Mavericks đồng thời thông báo sự trở lại của Ngô Tuyên Nghi, Trương Tử Ninh, Mạnh Mỹ Kỳ. Cùng ngày, trên weibo của Ngô Tuyên Nghi, Mạnh Mỹ Kỳ đổi thông tin: Thành viên Hỏa Tiễn Thiếu Nữ 101, Thành viên Thiếu Nữ Vũ Trụ (WJSN) thông báo về việc hoạt động song song của bản thân. Tuy nhiên, đối với Mạnh Mỹ Kỳ - quán quân của chương trình, sau khi trở về nhóm không còn giữ được C vị (vị trí Center) như trước đây, thay vào đó là Đội trưởng Yamy. Theo Đằng Tấn, sự thay đổi này để duy trì đội hình trong trường hợp Mạnh Mỹ Kỳ hoạt động song song.

Năm 2021, Mạnh Mỹ Kỳ vướng vào lùm xùm đời tư với Trần Lệnh Thao vì đã chen chân vào mối quan hệ của anh chàng sản xuất nhạc này và bạn gái cũ. Dù sau đó cô và công ty chủ quản đã lên tiếng làm rõ sự việc, nhưng cộng đồng mạng vẫn không ngừng xôn xao về vấn đề này. 

## Show giải trí
| Năm  | Tên                                 | Sản xuất  | Chú thích            |
| ---- | ----------------------------------- | --------- | -------------------- |
| 2016 | Would You Like Girls                | Mnet      |                      |
| 2017 | Outrageous Roommates                | MBC       |                      |
| 2017 | WJSN TV                             | JTBC      |                      |
| 2018 | Korea MBC idol star games           | MBC       |                      |
| 2018 | Sáng Tạo 101                        | Tencent   | Thí sinh - Quán quân |
| 2018 | Sở Nghiên Cứu Hỏa Tiễn Thiếu Nữ 101 | Tencent   | 101 tập              |
| 2018 | Minh nhật chi tử mùa 2              | Tencent   | Khách mời tập 9      |
| 2019 | Tung hoành ngang dọc tuổi 20        | Tencent   | 8 tập                |
|      | Minh Nhật Chi Tử mùa 3              | Tencent   | Giám khảo - 10 tập   |
|      | Happy Camp                          | Hồ Nam TV | Khách mời            |

## Hoạt động Âm Nhạc

### Với WJSN
| Mini Album       | Ngày phát hành      | Bài hát chủ đề                     |
| ---------------- | ------------------- | ---------------------------------- |
| Would You Like?  | 25 tháng 2 năm 2016 | 모모모(MoMoMo)                     |
| The Secret       | 17 tháng 8 năm 2016 | 비밀이야 (Secret)                  |
| From. WJSN       | 4 tháng 1 năm 2017  | 너에게 닿기를 (I Wish)             |
| Dream Your Dream | 27 tháng 2 năm 2018 | 꿈꾸는 마음으로 (Dreams Come True) |

### Với Hỏa Tiễn Thiếu Nữ 101
| Tên          | Tên bài hát        | Thời gian  | Ghi chú |
| ------------ | ------------------ | ---------- | ------- |
| Rocket Girls | Rocket Girls       | 23/06/2018 |         |
| Chạm 撞      | LIGHT              | 14/09/2018 |         |
|              | Cảnh sát mặt trăng |            |         |
| Lập Phong    | Chỉ mình bạn biết  | 12/07/2019 |         |

#### OST Phim
| Tên            | Thời gian | Phim                                                            |
| -------------- | --------- | --------------------------------------------------------------- |
| Calorie 卡路里 | 2018      | Phim điện ảnh "Xin chào Quý ông tỷ phú" (Hello Mr. Billionaire) |

| Tên           | Thời gian  | Thành tích    | Ghi chú                |
| ------------- | ---------- | ------------- | ---------------------- |
| Cường [犟]    | 10.05.2019 | 10,800,000 EP | Đĩa đơn điện tử        |
| Only you know | 12.07.2019 | -             | Rocket Girls 2nd album |
|               |            |               |                        |